# Закиматов, Борис Алексеевич
Борис Алексеевич Закиматов (род. 13 июля 1933 года, село Кузнецово, Тутаевский район, Ярославская область) — бригадир плотников-бетонщиков строительного управления № 9 треста «Комипромжилстрой» Министерства строительства предприятий тяжёлой индустрии, Коми АССР. Герой Социалистического Труда (1971).

## Биография
Родился в 1933 году в крестьянской семье в селе Кузнецово Тутаевского района. Окончил семилетку в родном селе. Трудовую деятельность начал 13-летним подростком. Помогал родителям в домашнем хозяйстве, потом трудился в местном колхозе. Проходил срочную воинскую службу на Балтийском флоте в Кронштадте.
С октября 1956 года трудился на шахте № 18 в Воркуте, позднее трудился строителем на возведении различных объектов в посёлке Комсомольский. С 1961 года — на строительстве Сыктывкарского лесопромышленного комплекса в посёлке Слобода (сегодня — один из городских районов Сыктывкара). Позднее назначен бригадиром комсомольско-молодёжной бригады, которая строила промышленные и сельскохозяйственные объекты.
Бригада Бориса Закиматова неоднократно занимала передовые места в социалистическом соревновании и досрочно выполнила плановые производственные задания Восьмой пятилетки (1966—1970) за четыре года. Указом Президиума Верховного Совета СССР (неопубликованным) от 5 апреля 1971 года «за выдающиеся успехи в выполнении заданий пятилетнего плана по строительству и вводу в действие производственных мощностей, жилых домов и объектов культурно-бытового назначения» удостоена звания Героя Социалистического Труда с вручением ордена Ленина и золотой медали Серп и Молот.
Четырежды избирался депутатом Эжвинского поселкового Совета народных депутатов.
Трудился на строительных объектах до выхода на пенсию. В 1985 году вместе супругой переехал к родственникам в Белоруссию. В 2005 году возвратился в Сыктывкар. Проживает в Эжвинском районе города.
Награды
- Герой Социалистического Труда
- Орден Ленина
- Орден Трудового Красного Знамени (11.08.1966)
- Заслуженный работник народного хозяйства Коми АССР
- Почётный гражданин Сыктывкара (10.06.2019[3])